# (22904) 1999 TL19
1999 تي أل 19 (ويعرف أيضًا باسم (22904) 1999 تي أل 19 وفق تسمية الكوكب الصغير) (بالإنجليزية: 1999 TL19)‏ هو كويكب ضمن حزام الكويكبات؛ وترتيبه 22904 من حيث الاكتشاف.
اكتُشف هذا الجُرم الفلكي بواسطة Fumiaki Uto ‏ في 9 أكتوبر 1999.

## وصلات خارجية
- (22904) 1999 TL19 في قاعدة بيانات مختبر الدفع النفاث لأجرام النظام الشمسي الصغيرة

- الاكتشاف · مخطط المدار ·  العناصر المدارية · المعلمات المادية

- (22904) 1999 TL19 على موقع ويكي سكاي: DSS2, SDSS, GALEX, IRAS, Hydrogen α, X-Ray, Astrophoto, Sky Map, Articles and images